# 그림 동화
그림 동화(Grimm 童話, 독일어: Kinder- und Hausmärchen, Grimms Elfenmärchen, 영어: Children's and Household Tales, Grimm's Fairy Tales)는 1812년 처음으로 출간된 그림 형제의 동화집이다. 정확한 제명(題名)은 《그림 형제에 의해 수집된 아이들과 가정의 민화》이다.

## 집필 배경
1803년 그림 형제는 마르부르크 대학교에서 만난 독일 낭만주의 작가인 루트비히 아힘 폰 아르님과 클레멘스 브렌타노의 영향으로 옛 이야기에 대한 관심을 갖게 되었다. 그림 형제는 카셀에서 구전되고 있던 민담을 수집하기 시작하였는데 도로세 비에흐만과 위그노였던 하센플루크와 빌트 가정에서 많은 이야기를 수집할 수 있었다.
민화에 가필하는 것이 시인의 권리라고 생각한 브렌타노 등과 의견이 맞지 않았으므로 그림 형제는 협력을 단념하고, 스스로의 힘만으로 이 동화집을 간행하였다. 그림 형제는 민화를 국민생활의 직접적인 표현이며 민족문화의 유산이라 생각하여, 이를 마음대로 개작하는 것을 반대하였다. 그들의 기술방법은 민중의 이야기투를 충실히 옮겨 쓴 문장이 아니고, 줄거리 있는 이야기로서의 인상을 강조하고 비유나 속담, 멋과 농담을 가미하여 활기를 불어넣는 것이다. 또, 독자가 아동이라는 점에 유념하여 종교적 색채를 가미하고 너무 잔혹한 이야기는 피하며, 약자와 괴로움을 받는 자에 대한 애정과 정의심을 배우도록 쓰여졌다.
1812년, 제1권의 초판이 나오자 큰 반향을 보여 각지로부터 새로운 민화에 관한 정보 등이 제공되었다. 이에 힘을 얻어 1815년에 제2권을 발간하고 1819년에는 1, 2권을 개정하였고 1822년에는 제3권이 추가되었다. 그 가운데에는 백설공주, 잠자는 숲 속의 미녀, 라푼젤, 헨젤과 그레텔, 늑대와 일곱 마리 아기 염소, 개구리 왕자, 브레멘 음악대와 같이 현재에도 널리 읽히고 있는 동화 등 전부 240편의 민화가 수록되어 있다.

## 구성
1812년 12월 20일 그림 형제는 86 편의 이야기가 실린 초판을 발행했으며 1814년에는 70편의 이야기를 추가한 재판을 발행하였다. 이후 계속적인 증보판을 발행하여 1857년 출간된 일곱번째 증보판에는 총 211 편의 이야기가 수록되었다.
책의 이름과는 달리 초판의 주제와 내용은 많은 면에서 어린이에게 적합하지 않다는 비판을 받았다. 때문에 증보판에서는 백설공주와 핸젤과 그레텔의 못된 엄마는 계모로 바뀌고 라푼젤에 있던 성적인 내용은 순화되는 등의 변경이 있었다.
그림 동화는 또한 내용이 독일적이지 않은 점이 많다는 비판을 들었는데, 페어리를 마녀로 변경한 것, 프린스(영어: prince)를 모두 공국의 군주가 아니라 왕의 아들, 즉 왕자로 설정하고 프린세스(영어: princess)역시 모두 왕의 딸, 즉 공주로 설정한 것 등이 그것이다.
도날드 와드와 같은 민속학자들은 그림 동화에 나오는 이야기와 비슷한 민담이 인도, 페르시아, 세르비아, 잉글랜드 등 여러 나라에서 전해져 오고 있던 점을 들어 그림 형제가 수집한 이야기들이 실은 인도-유럽어족에서 널리 퍼져 있는 공통된 원형에서 파생된 것이라 생각하였다.
1825년 그림 형제는 50편으로 간추린 축약본을 발간하기도 하였다.

## 영향
그림 동화는 출간 이후 문화의 여러 영향에 큰 영향을 미쳤다. W. H. 오든은 제2차 세계대전 기간 중에 서구 문화와 그림 동화의 관계를 연구하기도 하였다.
나치는 그림 형제의 이야기 역시 자신들의 선전 도구로 삼았는데, 나치는 그림 동화의 교훈은 순수한 혈통 간의 결혼과 적들에 대항하는 굳건한 동맹의 중요성을 일깨운다고 주장하였다.
그림 동화는 다른 나라의 낭만적 민족주의를 자극하여 여러 나라에서 민담의 수집과 발간이 이어졌다. 러시아의 알렉산데르 아파나시예프, 노르웨이의 페테르 크리스텐 아스뵤른젠, 영국의 조세프 제이콥 등이 자국의 민담을 수집하였다. 이들의 작업은 많은 부분에서 상호 연관이 있었는데, 이에 대해 조세프 제이콥은 "페로가 시작했고 그림 형제가 완성시켰다."고 표현하였다.

## 동화 목록
원제인 Kinder- und Hausmärchen 기준의 코드 "KHM"을 따라서 나열한다. 1812년부터 1857년까지의 모든 판본은 두 권으로 나뉘어 있다.

### 1권

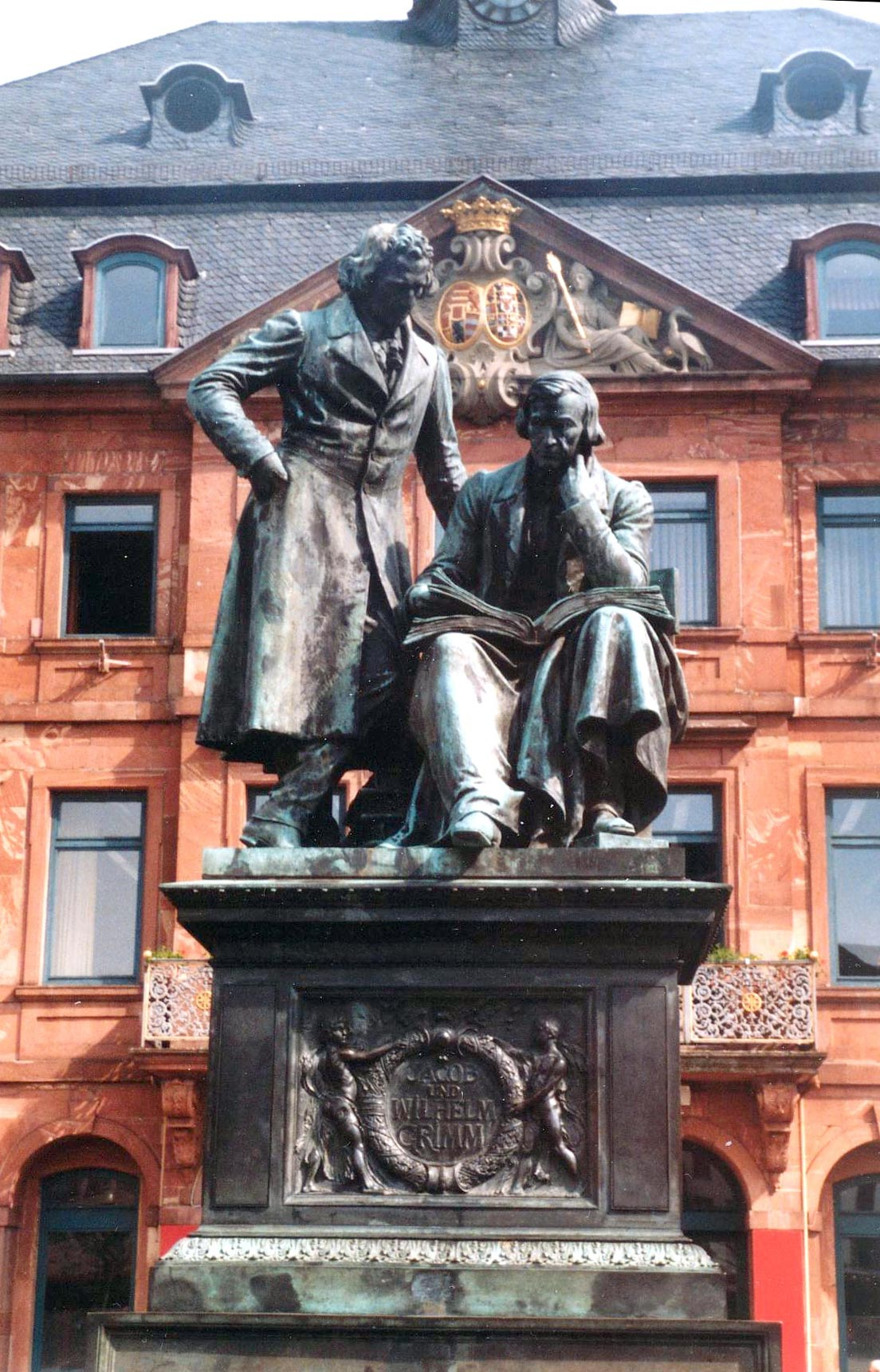
독일 헤센 주 하나우 마르크트 광장에 세워진 그림 형제 동상

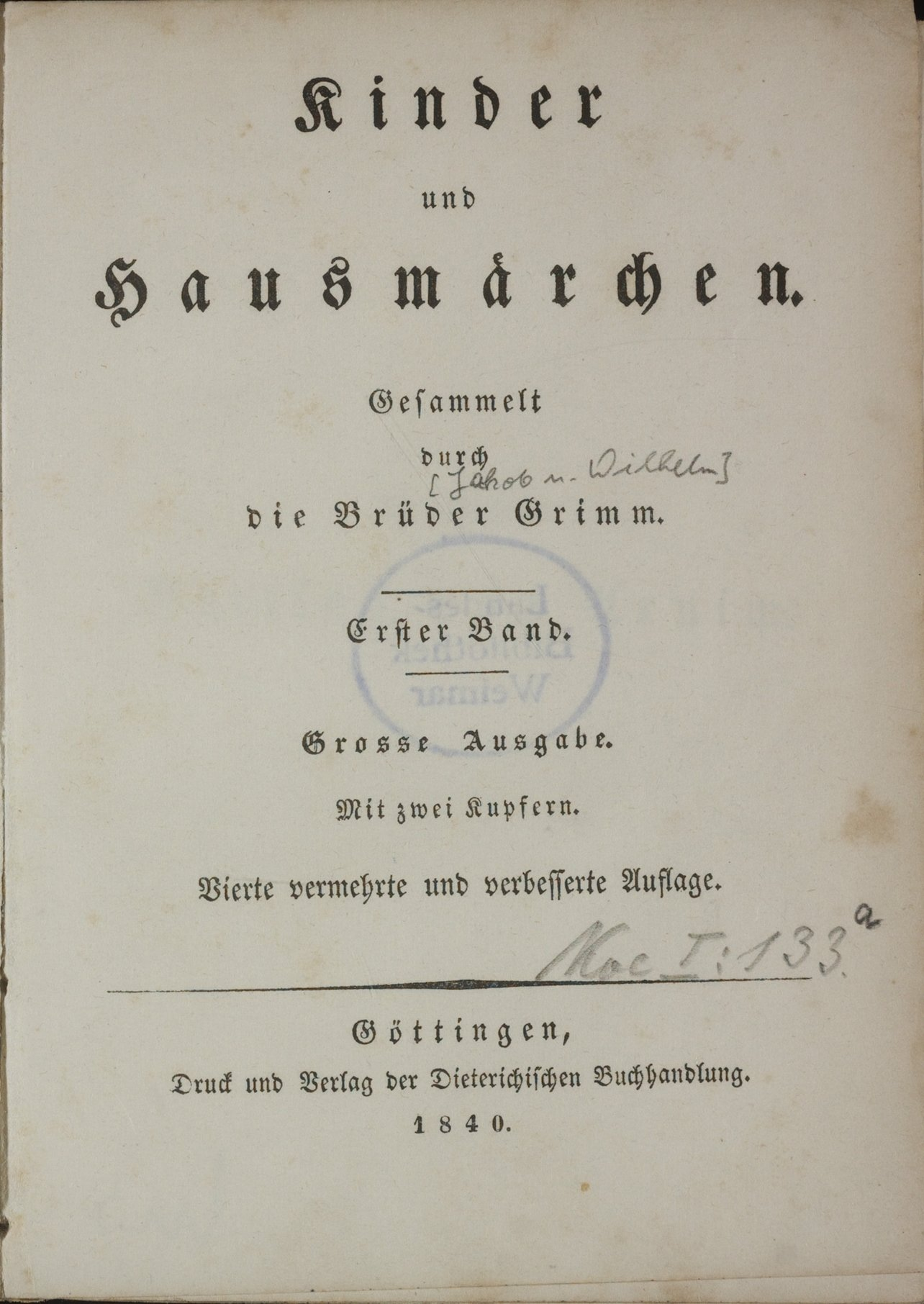
1840년 4판 1권의 속표지

- KHM 1: 개구리 왕, 혹은 철의 하인리히 (Der Froschkönig oder der eiserne Heinrich)
- KHM 2: 고양이와 쥐의 공동 생활 (Katze und Maus in Gesellschaft)
- KHM 3: 성모 마리아의 아이 (Marienkind)
- KHM 4: 소름을 배우러 떠난 사나이 (Märchen von einem, der auszog das Fürchten zu lernen)
- KHM 5: 늑대와 일곱 마리 새끼 염소 (Der Wolf und die sieben jungen Geißlein)
- KHM 6: 충신 요하네스, 또는 충직한 요하네스 (Der treue Johannes)
- KHM 7: 괜찮은 거래 (Der gute Handel)
- KHM 8: 떠돌이 악사, 또는 놀라운 악사 (Der wunderliche Spielmann)
- KHM 9: 까마귀가 된 형제 (Die zwölf Brüder)
- KHM 10: 불량배들 (Das Lumpengesindel)
- KHM 11: 오누이 (Brüderchen und Schwesterchen)
- KHM 12: 라푼젤(Rapunzel)
- KHM 13: 숲 속의 세 난쟁이 (Die drei Männlein im Walde)
- KHM 14: 실 잣는 세 여인 (Die drei Spinnerinnen)
- KHM 15: 헨젤과 그레텔 (Hänsel und Gretel)
- KHM 16: 뱀이 가져온 잎사귀 (Die drei Schlangenblätter)
- KHM 17: 하얀 뱀 (Die weiße Schlange)
- KHM 18: 짚과 숯과 잠두콩 (Strohhalm, Kohle und Bohne)
- KHM 19: 어부와 그의 아내 이야기 (Von dem Fischer und seiner Frau)
- KHM 20: 용감한 꼬마 재봉사 (Das tapfere Schneiderlein)
- KHM 21: 신데렐라 (Aschenputtel)
- KHM 22: 수수께끼 (Das Rätsel)
- KHM 23: 쥐와 새와 소시지 (Von dem Mäuschen, Vögelchen und der Bratwurst)
- KHM 24: 홀레 아주머니 (Frau Holle)
- KHM 25: 일곱 마리 까마귀 (Die sieben Raben)
- KHM 26: 빨간 모자 (Rotkäppchen)
- KHM 27: 브레멘 음악대 (Die Bremer Stadtmusikanten)
- KHM 28: 노래하는 뼈 (Der singende Knochen)
- KHM 29: 악마의 황금 머리카락 세 올 (Der Teufel mit den drei goldenen Haaren)
- KHM 30: 이와 벼룩 (Läuschen und Flöhchen)
- KHM 31: 손 없는 왕비 (Das Mädchen ohne Hände)
- KHM 32: 어리석은 한스 (Der gescheite Hans)
- KHM 33: 세 가지 말 (Die drei Sprachen)
- KHM 34: 지혜로운 엘제 (Die kluge Else)
- KHM 35: 천국의 재단사 (Der Schneider im Himmel)
- KHM 36: 요술 식탁, 황금 당나귀, 자루 속의 몽둥이 ("Tischchen deck dich, Goldesel und Knüppel aus dem Sack", "Tischlein, deck dich!")
- KHM 37: 엄지둥이 (Daumling) (엄지 톰)
- KHM 38: 여우 마나님의 결혼식 (Die Hochzeit der Frau Füchsin)
- KHM 39: 꼬마 요정 (Die Wichtelmänner)
  - 첫 번째 이야기 (꼬마 요정과 구두장이) (Erstes Märchen)
  - 두 번째 이야기 (Zweites Märchen)
  - 세 번째 이야기 (Drittes Märchen)
- KHM 40: 강도 사위 (Der Räuberbräutigam)
- KHM 41: 코르베스 씨(Herr Korbes)
- KHM 42: 대부님 (Der Herr Gevatter)
- KHM 43: 트루데 아주머니(Frau Trude)
- KHM 44: 대부가 된 죽음의 신 (Der Gevatter Tod)
- KHM 45: 엄지둥이의 여행 (엄지 톰) (Daumerlings Wanderschaft)
- KHM 46: 피처의 새 (Fitchers Vogel)
- KHM 47: 향나무 이야기 (Von dem Machandelboom)
- KHM 48: 늙은 개 술탄 (Der alte Sultan)
- KHM 49: 여섯 마리 백조 (Die sechs Schwäne)

- KHM 50: 들장미 공주 (Dornröschen)
- KHM 51: 주운 새 (Fundevogel)
- KHM 52: 지빠귀 수염의 왕 (König Drosselbart)
- KHM 53: 백설공주 (Schneewittchen)
- KHM 54: 배낭, 모자, 그리고 뿔피리 (Der Ranzen, das Hütlein und das Hörnlein)
- KHM 55: 룸펠슈틸츠킨 (Rumpelstilzchen)
- KHM 56: 애인 롤란트 (Der Liebste Roland)
- KHM 57: 황금새 (Der goldene Vogel)
- KHM 58: 개와 참새 (Der Hund und der Sperling)
- KHM 59: 프리더와 카터리스헨 (Der Frieder und das Katherlieschen)
- KHM 60: 쌍둥이 형제 (Die zwei Brüder)
- KHM 61: 작은 농부 (Das Bürle)
- KHM 62: 여왕벌 (Die Bienenkönigin)
- KHM 63: 세 개의 깃털 (Die drei Federn)
- KHM 64: 황금 거위 (Die goldene Gans)
- KHM 65: 털북숭이 공주 (Allerleirauh)
- KHM 66: 토끼의 신부 (Häschenbraut)
- KHM 67: 열두 명의 사냥꾼 (Die zwölf Jäger)
- KHM 68: 도둑과 그 두목 (De Gaudeif un sien Meester)
- KHM 69: 요린데와 요링겔 (Jorinde und Joringel)
- KHM 70: The Three Sons of Fortune (Die drei Glückskinder)
- KHM 71: 여섯 사나이, 세상을 활보하다 (Sechse kommen durch die ganze Welt)
- KHM 72: 늑대와 사람 (Der Wolf und der Mensch)
- KHM 73: 늑대와 여우 (Der Wolf und der Fuchs)
- KHM 74: 대부가 된 여우 (Der Fuchs und die Frau Gevatterin)
- KHM 75: 여우와 고양이 (Der Fuchs und die Katze)
- KHM 76: 패랭이꽃 (Die Nelke)
- KHM 77: 현명한 그레텔 (Die kluge Gretel)
- KHM 78: 할아버지와 손자 (Der alte Großvater und der Enkel)
- KHM 79: 물의 요정 (Die Wassernixe)
- KHM 80: 암탉이 죽은 이야기 (Von dem Tode des Hühnchens)
- KHM 81: 속 편한 사나이 (Bruder Lustig)
- KHM 82: 노름꾼 한스 (De Spielhansl)
- KHM 83: 행운아 한스 (Hans im Glück)
- KHM 84: 한스, 결혼하다 (Hans heiratet)
- KHM 85: 황금 아이들 (Die Goldkinder)
- KHM 86: 여우와 거위 (Der Fuchs und die Gänse)

### 2권

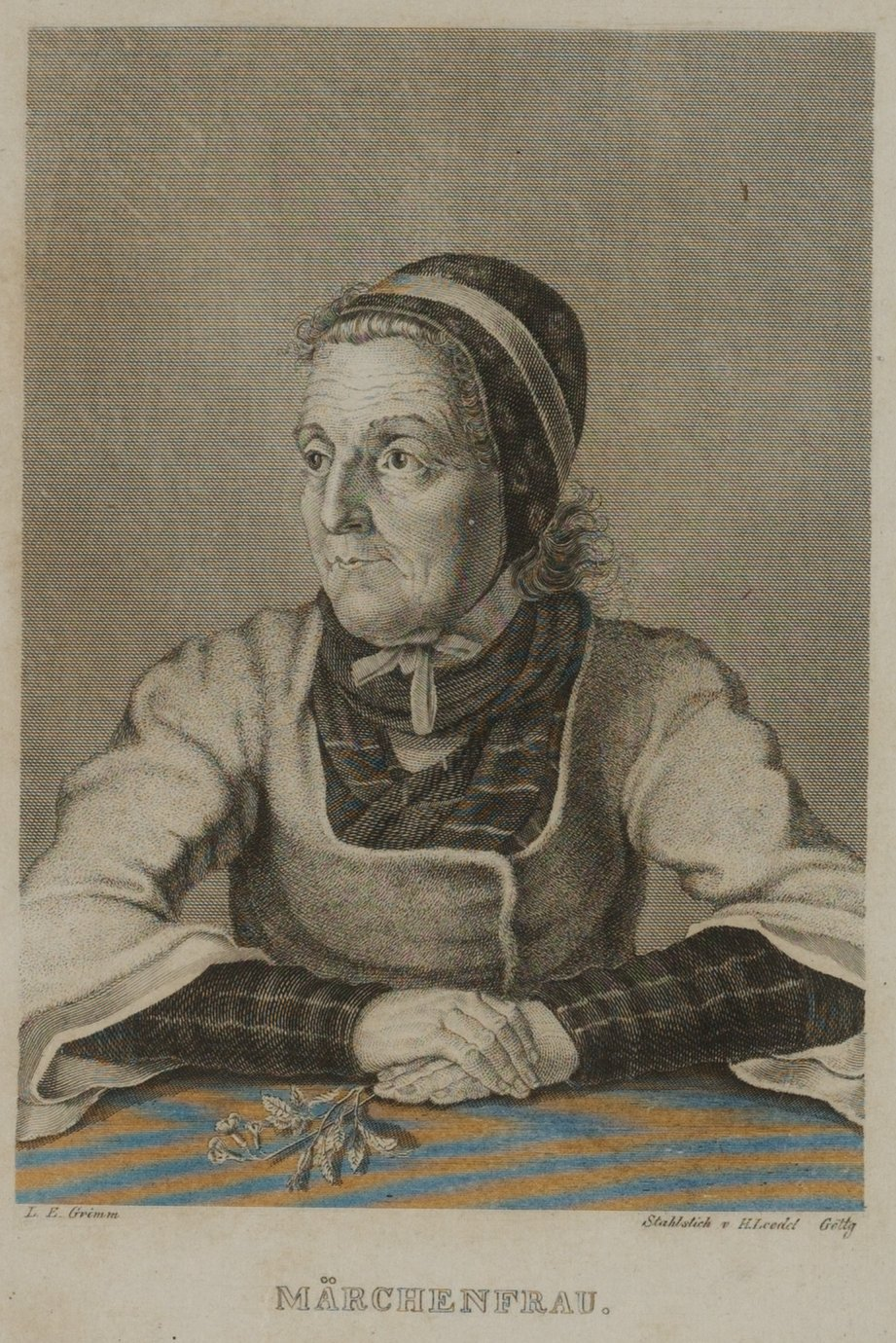
1840년 4판 2권의 속표지

- KHM 87: 가난뱅이와 부자 (Der Arme und der Reiche)
- KHM 88: 노래하는 종달새 (Das singende springende Löweneckerchen)
- KHM 89: 거위치는 소녀 (Die Gänsemagd)
- KHM 90: 어린 거인 (Der junge Riese)
- KHM 91: 땅속 난쟁이 (Dat Erdmänneken)
- KHM 92: 황금산의 임금님 (Der König vom goldenen Berg)
- KHM 93: 큰 까마귀 (Die Raben)
- KHM 94: 영리한 농부의 딸 (Die kluge Bauerntochter)
- KHM 95: 농부 힐데브란트 (Der alte Hildebrand)
- KHM 96: 작은 새의 노래 (De drei Vügelkens)
- KHM 97: 생명의 물 (Das Wasser des Lebens)
- KHM 98: 만물박사 (Doktor Allwissend)
- KHM 99: 유리병 속의 유령 (Der Geist im Glas)
- KHM 100: 악마의 검댕 투성이 형제 (Des Teufels rußiger Bruder)
- KHM 101: 곰가죽을 입은 사나이 (Bärenhäuter)
- KHM 102: 굴뚝새와 곰 (Der Zaunkönig und der Bär)
- KHM 103: 맛있는 죽 (Der süße Brei)
- KHM 104: 영리한 사람들 (Die klugen Leute)
- KHM 105: 뱀 이야기 (Märchen von der Unke)
- KHM 106: 방앗간의 젊은 직공과 고양이 (Der arme Müllersbursch und das Kätzchen)
- KHM 107: 양복장이와 구두장이 (Die beiden Wanderer)
- KHM 108: 고슴도치 한스 (Hans mein Igel)
- KHM 109: 수의 (Das Totenhemdchen)
- KHM 110: 가시 덤불 속의 유태인 (Der Jude im Dorn)
- KHM 111: 솜씨 좋은 사냥꾼 (Der gelernte Jäger)
- KHM 112: 하늘 나라에서 가져온 도리깨 (Der Dreschflegel vom Himmel)
- KHM 113: 왕자를 도운 공주 (Die beiden Königskinder)
- KHM 114: 영리한 꼬마 재단사 이야기 (vom klugen Schneiderlein)
- KHM 115: 빛나는 태양이 사실을 밝혀주다 (Die klare Sonne bringt's an den Tag)
- KHM 116: 푸른 등잔 (Das blaue Licht)
- KHM 117: 고집 센 아이 (Das eigensinnige Kind)
- KHM 118: 세 명의 외과 의사 (Die drei Feldscherer)
- KHM 119: 일곱 명의 슈바벤 사람 (Die sieben Schwaben)
- KHM 120: 세 직공 (Die drei Handwerksburschen)
- KHM 121: 겁 없는 왕자 (Der Königssohn, der sich vor nichts fürchtete)
- KHM 122: 당나귀 상추 (Der Krautesel)
- KHM 123: 숲 속의 노파 (Die alte im Wald)
- KHM 124: 삼형제 (Die drei Brüder)
- KHM 125: 악마와 그의 할머니 (Der Teufel und seine Großmutter)
- KHM 126: 성실한 페레난트와 불성실한 페레난트 (Ferenand getrü und Ferenand ungetrü)
- KHM 127: 무쇠 난로 (Der Eisenofen)
- KHM 128: 게으른 실 잣는 여자 (Die faule Spinnerin)
- KHM 129: 명인 사형제 (Die vier kunstreichen Brüder)
- KHM 130: 외눈박이, 두눈박이, 세눈박이 (Einäuglein, Zweiäuglein und Dreiäuglein)
- KHM 131: 카트리넬예와 핍 팝 포트리 (Die schöne Katrinelje und Pif Paf Poltrie)
- KHM 132: 여우와 말 (Der Fuchs und das Pferd)
- KHM 133: 춤을 추어 넝마가 된 신발 (Die zertanzten Schuhe)
- KHM 134: 여섯 명의 부하 (Die sechs Diener)
- KHM 135: 하얀 신부와 까만 신부 (Die weiße und die schwarze Braut)
- KHM 136: 무쇠 한스 (Eisenhans)
- KHM 137: 세 명의 검은 공주 (De drei schwatten Prinzessinnen)
- KHM 138: 크노이스트와 세 아들 (Knoist un sine dre Sühne)
- KHM 139: 브라켈의 아가씨l (Dat Mäken von Brakel)
- KHM 140: 우리집 고용인 (Das Hausgesinde)
- KHM 141: 양과 물고기 (Das Lämmchen und das Fischchen)
- KHM 142: 지멜리 산 (Simeliberg)
- KHM 143: 여행 (Up Reisen gohn) appeared in the 1819 edition
  - KHM 143 in the 1812/1815 edition was Die Kinder in Hungersnot (the starving children)
- KHM 144: 당나귀 왕자 (Das Eselein)
- KHM 145: 불효한 아들 (Der undankbare Sohn)
- KHM 146: 순무 (Die Rübe)
- KHM 147: 불에 타서 젊어진 남자 (Das junggeglühte Männlein)
- KHM 148: 하나님의 동물과 악마의 동물 (Des Herrn und des Teufels Getier)
- KHM 149: 수탉의 대들보 (Der Hahnenbalken)
- KHM 150: 구걸하는 노파 (Die alte Bettelfrau)
- KHM 151: 게으른 열두 하인 (Die zwölf faulen Knechte)
- KHM 151: 게으른 세 아들 (Die drei Faulen)
- KHM 152: 양치기 사내아이 (Das Hirtenbüblein)
- KHM 153: 동전이 된 별 (Die Sterntaler)
- KHM 154: 숨겨놓은 동전 (Der gestohlene Heller)
- KHM 155: 신부 고르기 (Die Brautschau)
- KHM 156: 부지런한 하녀 (Die Schlickerlinge)
- KHM 157: 아빠 참새와 네 마리 새끼 참새 (Der Sperling und seine vier Kinder)
- KHM 158: 게으른 사람의 나라 이야기 (Das Märchen vom Schlaraffenland)
- KHM 159: 디트마르셴의 허풍 (Das dietmarsische Lügenmärchen)
- KHM 160: 수수께끼 (Rätselmärchen)
- KHM 161: 흰눈이와 빨간 장미 (Schneeweißchen und Rosenrot)
- KHM 162: 영리한 하인 (Der kluge Knecht)
- KHM 163: 유리 널 (Der gläserne Sarg)
- KHM 164: 게으른 하인츠 (Der faule Heinz)
- KHM 165: 그라이프 새 (Der Vogel Greif)
- KHM 166: 씩씩한 한스 (Der starke Hans)
- KHM 167: 천국에 간 가난한 농부 (Das Bürli im Himmel)
- KHM 168: 말라깽이 리제 (Die hagere Liese)
- KHM 169: 숲 속의 집 (Das Waldhaus)
- KHM 170: 기쁨도 함께, 슬픔도 함께 (Lieb und Leid teilen)
- KHM 171: 새들의 왕 (Der Zaunkönig)
- KHM 172: 가자미 (Die Scholle)
- KHM 173: 해오라기와 후투티 (Rohrdommel und Wiedehopf)
- KHM 174: 부엉이 (Die Eule)
- KHM 175: 달 (Der Mond)
- KHM 176: 수명 (Die Lebenszeit)
- KHM 177: 죽음의 예고 (Die Boten des Todes)
- KHM 178: 구둣방 주인 프리엠 (Meister Pfriem)
- KHM 179: 거위지기 소녀 (Die Gänsehirtin am Brunnen)
- KHM 180: 이브의 아이들 (Die ungleichen Kinder Evas)
- KHM 181: 연못 속의 요정 (Die Nixe im Teich)
- KHM 182: 난쟁이의 선물 (Die Geschenke des kleinen Volkes)
- KHM 183: 거인과 양복장이 (Der Riese und der Schneider)
- KHM 184: 못 (Der Nagel)
- KHM 185: 무덤에 누운 소년 (Der arme Junge im Grab)
- KHM 186: 진짜 신부 (Die wahre Braut)
- KHM 187: 토끼와 고슴도치 (Der Hase und der Igel)
- KHM 188: 물레와 북과 바늘 (Spindel, Weberschiffchen und Nadel)
- KHM 189: 농부와 악마 (Der Bauer und der Teufel)
- KHM 190: 식탁 위의 빵 부스러기 (Die Brosamen auf dem Tisch)
- KHM 191: 12개의 요술 창문 (Das Meerhäschen)
- KHM 192: 거물 도둑 (Der Meisterdieb)
- KHM 193: 북치는 사람 (Der Trommler)
- KHM 194: 보리 이삭 (Die Kornähre)
- KHM 195: 무덤을 지키기로 한 약속 (Der Grabhügel)
- KHM 196: 링크랭크 할아버지 (Oll Rinkrank)
- KHM 197: 수정공 (Die Kristallkugel)
- KHM 198: 맬린 공주 (Jungfrau Maleen)
- KHM 199: 물소 가죽 장화 (Der Stiefel von Büffelleder)
- KHM 200: 황금 열쇠 (Der goldene Schlüssel)

어린이가 읽는 성자 이야기 (독일어: Kinder-legende, G. 라이머 1829년판 2권 끝 부분에 처음 수록.)
- KHM 201: 숲 속의 성 요셉 (Der heilige Joseph im Walde)
- KHM 202: 12 사도 (Die zwölf Apostel)
- KHM 203: 장미 (Die Rose)
- KHM 204: 가난과 겸손은 하늘 나라로 가는 길 (Armut und Demut führen zum Himmel)
- KHM 205: 하느님의 음식 (Gottes Speise)
- KHM 206: 세 개의 초록빛 나뭇가지 (Die drei grünen Zweige)
- KHM 207: 성 처녀의 작은 잔 (Muttergottesgläschen) 또는 성모의 작은 잔
- KHM 208: 할머니 (Das alte Mütterchen) 또는 작고 늙은 여자
- KHM 209: 하늘 나라의 결혼 잔치 (Die himmlische Hochzeit)
- KHM 210: 개암나무 (Die Haselrute)

## 주해
1. ↑  중세 이래 독일은 수많은 공국(영어: princedom)으로 나뉘어 있었으며, 독일의 공(프린스)은 실제 독립된 주권을 가진 군주였기 때문에 프린스를 왕의 아들로 등장시키는 것은 독일보다는 오히려 프랑스의 사정에 어울린다.